# Вид (река)
Вид (нем. Wied) — река в Германии, протекает по земле Рейнланд-Пфальц. Правый приток Рейна. Площадь бассейна реки составляет 770,8 км². Общая длина реки 102 км. Высота истока 463 м. Высота устья 63 м.
Берёт начало в западной части Вестервальда, из маленького озера близ Дрейфельдена и, образуя множество изгибов, впадает в Рейн справа близ Ирлиха, ниже Нейвида. В Вид слева впадает Хольцбах.